# Liste antiker Ortsnamen und geographischer Bezeichnungen/By
| Lateinischer Name  | Griechischer Name                  | Beschreibung                                     | Heute | Quellen und Verweise | Lage |
| ------------------ | ---------------------------------- | ------------------------------------------------ | --- | -------------------- | ---- |
| Bybassus           | (Bybassos)                         | Ort in Karien                                    | bei Hisarönü auf der Halbinsel Daraçya Yarımadası in der Türkei                                               | PECS; Pleiades;      |      |
| Byblos             | Βύβλος (Byblos)                    | Stadt in Phönizien an der Küste des Mittelmeeres | Byblos im Libanon                                                                                             | PECS; Smith;         |      |
| Byce               |                                    |                                                  | | Smith;               |      |
| Byisa              |                                    |                                                  | | Smith;               |      |
| Bylazora           |                                    |                                                  | | Smith;               |      |
| Bylliace           |                                    | siehe Aulon 4                                    | |                      |      |
| Byllis             | Βύλλις (Byllis), Βουλλίς (Boullis) | griechische Stadt in Illyrien                    | in der Nähe des Dorfes Hekal zwischen Fier, Tepelena und Vlora, fünf Kilometer südlich von Ballsh in Albanien | PECS; Smith;         |      |
| Bysnaei            |                                    |                                                  | | Smith;               |      |
| Byzacena, Byzacium | Βυζάκιον (Byzakion)                | afrikanische Provinz                             | Sahelregion von Tunesien.                                                                                     | Smith;               |      |
| Byzacii            |                                    |                                                  | | Smith;               |      |
| Byzantes           |                                    |                                                  | | Smith;               |      |
| Byzantium          |                                    | siehe Constantinopolis                           | |                      |      |
| Byzeres            |                                    |                                                  | | Smith;               |      |